# Odontopera noctuodes
Odontopera noctuodes là một loài bướm đêm trong họ Geometridae.